# 湘潭县
湘潭县位于湖南省东部、湘江中游，属湘潭市，北接湘潭市岳塘区、湘潭市雨湖区、宁乡市，西邻韶山市、湘乡市、双峰县，南邻衡山县、衡东县，东接株洲市渌口区和天元区。湘潭县为湖南省第二大、中国第二十大肉类生产大县，全县总面积为2513平方公里，全县总人口为79.29万人。县政府驻易俗河镇。

## 历史
湘潭县境内发现大溪文化时期聚落遗址，表明距今5000年左右，境内已有先民定居。汉置湘南县，治所在今石潭镇古城村，今县地分属湘南县和临湘县，三国吴及两晋均主要属湘南县，并为湘南县及衡阳郡治所所在，其余今县地属湘西县。隋朝设衡山县。唐朝天宝八年设湘潭县，县治洛口（今易俗河镇），至此，县境初定，名地相符。明清时期，湘潭文化发达，商贸活跃，经济繁荣。尤其清光绪以后，城市发展迅猛。
湘潭县境从唐始一直大致保持稳定至1950年，县域面积4586平方公里。直至中华人民共和国设立后先后析置出今之湘潭市区、株洲市区及株洲县和韶山市。1950年县城关区析置湘潭市。1952年，析株洲镇及太平桥等7乡置株洲市。1959年，析出五星、卫星、星星、上游四个公社及红旗公社的一部分和雷打石镇入株洲市。1968年析出韶山区建省属韶山特区。

## 人口
根据(湖南省)湘潭市第七次全国人口普查公报显示：湘潭县常住人口为792829人，男性人口占比51%，女性人口占比49%，年龄结构中0-14岁占比16.26%，15-59岁占比59.41%，60岁以上占比24.33%，65岁以上占比18.95%。
2010年，全县户籍人口965762人，其中外出半年以上人口214302人；总户数246604户，总人口820357人，其中，家庭户243744户，家庭户人口763816人，平均每个家庭户人口3.13人，男性人口418145人，占50.97%，女性人口402212人，占49.03%，总人口性别比为103.96，农业户人口710181人，非农业户人口105193人，少数民族人口889人。
2010年全县城镇居民人均可支配收入16346元，增长12%；城镇居民人均生活消费支出9041元，增长4.9%。全县农民人均可支配收入7542元，增长15.2%；农民人均纯收入7566元，增长15.2%；
拥有三所湖南省示范性中学：湘潭县一中、湘潭县五中、湘潭县凤凰中学。

## 地理
位于湖南省中部偏东，湘江下游。地形以丘陵和平原为主，地势西南高，东北低。境内最高点为海拔755米的昌山。

## 交通
湘江可通航，湘黔铁路通过境内， 107国道、 320国道与 沪昆高速通过。武广客运铁路通过境内，在中路铺设越行站，不办理客运业务。

## 行政区划
湘潭县下辖14个镇、3个乡：
易俗河镇、谭家山镇、中路铺镇、茶恩寺镇、河口镇、射埠镇、花石镇、青山桥镇、石鼓镇、云湖桥镇、石潭镇、杨嘉桥镇、乌石镇、白石镇、分水乡、排头乡和锦石乡。
1950年至1992年湘潭县城设于湘潭市区内，1992年经国务院批准，县城迁于易俗河镇，目前主要的政府机关都已经迁至该镇。2010年，全县行政区划为5个乡,14个镇,757个行政村,34个居委会(7个社区),10825个村民小组,217个居民小组。2010年湘潭市调整行政区划，湘潭县响塘乡、响水乡、姜畲镇成建制划入湘潭市雨湖区。

## 经济
2011年，全县生产总值（GDP）195.8亿元，比上年增长14.9%，其中：第一产业增加值43.5亿元，增长3.6%；第二产业增加值95.6亿元，增长23.3%；第三产业增加值56.7亿元，增长12.5%。三次产业结构由上年的26.7:44.3:28.9调整为24.1:47.6:28.3，人均GDP为23460.5元。
2011年，全县完成工业增加值87.0亿元，增长24.8%，其中：规模以上工业实现产值247.8亿元，实现增加值78.0亿元，增长30.6%。
湘潭县是重要的农业大县，盛产湘莲，1995年被命名为“中国湘莲之乡”。粮食产量与肉类产量2004年为湖南最大，位列2004年全国粮食产量百强县第31位；全国肉类生产百强第16位。

## 政治

### 现任领导
| 机构     | 湘潭县人民政府 县长 | · 中国共产党 · 湘潭县委员会 · 书记 | 湘潭县人民代表大会 常务委员会 主任 | · 中国人民政治协商会议 · 湘潭县委员会 · 主席 |
| -------- | ------------------- | ---------------------------------- | ---------------------------------- | -------------------------------------------- |
| 姓名     | 王利                | 黄劲松                             | 陈卫兵                             | 谭捍卫                                       |
| 民族     | 汉族                | 汉族                               | 汉族                               | 汉族                                         |
| 出生地   | 湖南省湘乡市        | 湖南省湘乡市                       | 湖南省湘潭市                       | 湖南省湘潭市                                 |
| 出生日期 | 1982年12月（42歲）  | 1971年2月（54歲）                  | 1967年10月（57歲）                 | 1967年9月（57歲）                            |
| 就任日期 | 2022年4月           | 2021年7月                          | 2021年10月29日                     | 2021年10月28日                               |